# Gran Paradiso-massief
Het Gran Paradiso-massief (Italiaans: Massiccio del Gran Paradiso, Frans: Massif du Grand-Paradis) is een massief in de Italiaanse Alpen.  Het massief ligt in de Italiaanse regio's Aostadal en Piëmont. Het nationaal park Gran Paradiso beslaat ongeveer de westelijke helft van het massief, terwijl het Natuurpark Mont Avic de Champdeprazvallei beslaat.

## Geografie
Het massief wordt in het westen en zuiden door het dal van de rivier de Orco gescheiden van de Grajische Alpen en in het noorden door het dal van de Dora Baltea van de Walliser Alpen. 
Het Gran Paradiso-massief is het enige bergmassief met pieken van meer dan 4000 meter dat volledig op Italiaans grondgebied ligt. Het massief wordt doorsneden door ondoordringbare valleien die uitmonden in vijf valleien: Cognedal, Valsavarenche, Val di Rhêmes, Valle di Locana en Soanadal.
Het gebied tussen 3000 en 4000 m is gehuld in witte gletsjers, die aan de kant van Valle d'Aosta groter zijn. Deze gletsjers zijn blijvend maar relatief recent, gevormd tijdens de 'kleine ijstijd' van de 17e eeuw.

### Belangrijkste toppen
Tussen haakjes staan de officiële namen in het Frans aangegeven.
- Gran Paradiso (Grand-Paradis), 4.061 m
- Grivola, 3.969 m
- Piccolo Paradiso (Petit-Paradis), 3.923 m
- Becca di Montandayné (Pic de Montandayné), 3.838 m
- Pointe de la Lune, 3.777 m
- Herbétet, 3.778 m
- Torre del Gran San Pietro (Tour du Grand-Saint-Pierre), 3.692 m
- Roccia Viva (Roche vive), 3.650 m
- Testa della Tribolazione (Tête de la tribulation), 3.642 m
- Ciarforon (Charforon), 3.640 m
- Punta Rossa della Grivola (Pointe rousse de la Grivola), 3.630 m
- Becca di Gay (Pic de Gay), 3.621 m
- Tresenta, 3.609 m
- Monte Emilius (Mont-Émilius), 3.559 m
- Gran Serra (Grande serre), 3.552 m
- Becca di Monciair (Pic de Montchair), 3.544 m
- Punta Tersiva (Pointe Tersive), 3.512 m
- Pointe Ondezana (Pointe Ondezana), 3.490 m
- Grand Nomenon, 3.488 m
- Denti del Broglio (Dents du Broglio), 3.454 m
- Punta Garin (Pointe Garin), 3.448 m
- Pointe Cissetta (Pointe Cissettaz), 3.419 m
- Punta Fourà (Pointe Foura), 3.411 m
- Pointe des Seinges, 3.408 m

## Geologie
Het massief bestaat voornamelijk uit kristallijn gesteente en schisten.

## Galerij

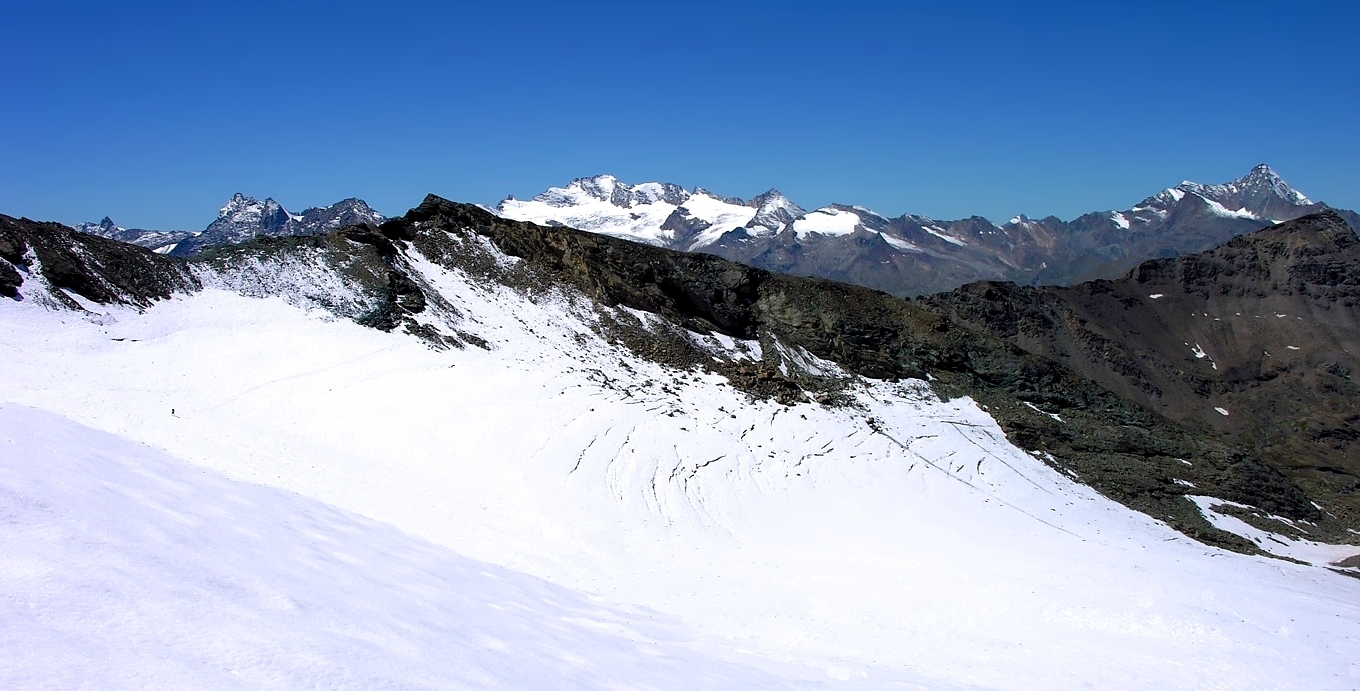
Het Gran Paradiso-massief gezien vanaf de Tessonetgletsjer
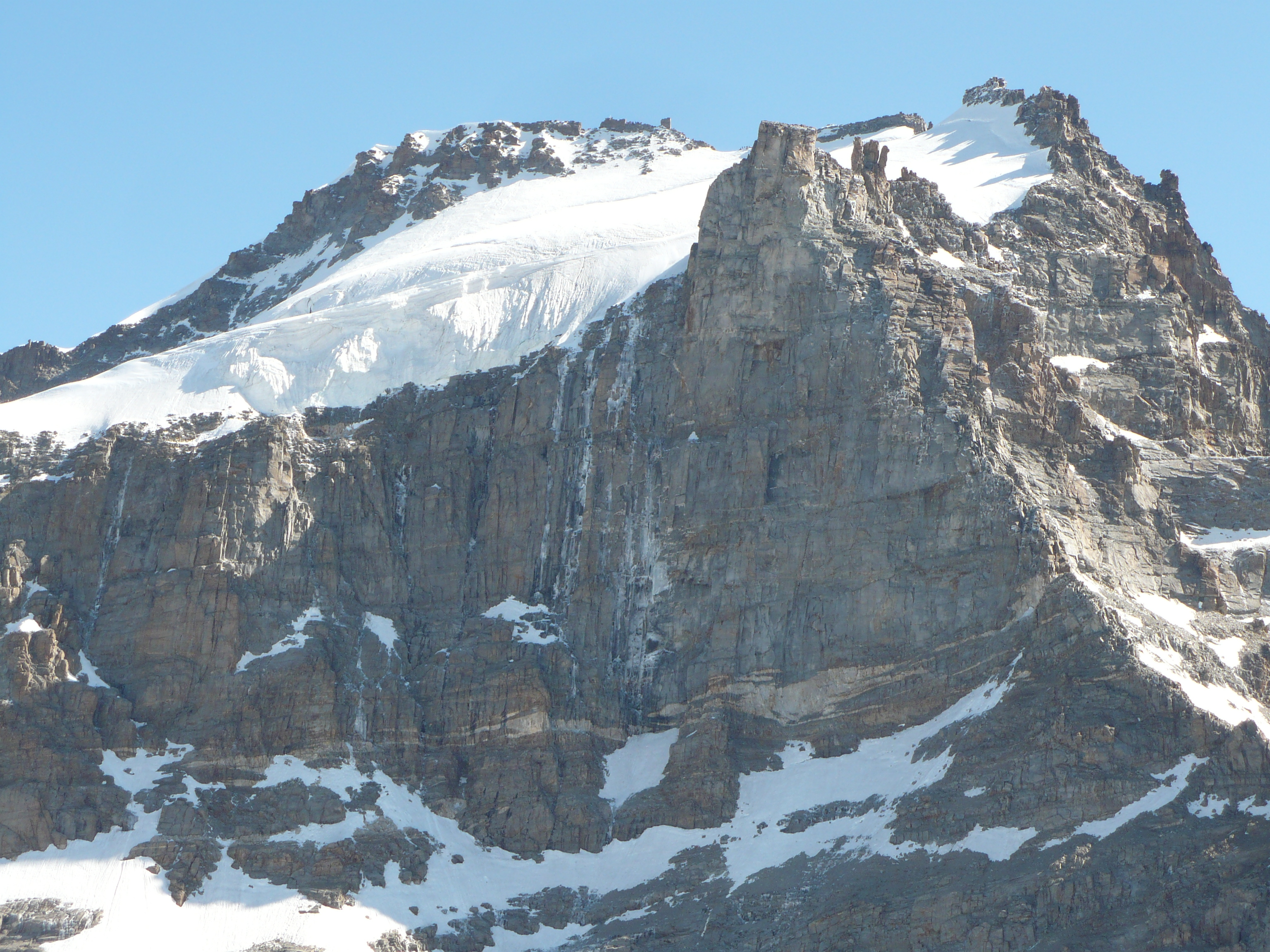
De Gran Paradiso (links), de Roc (rechts) en de Becca di Moncorvé (voorgrond).
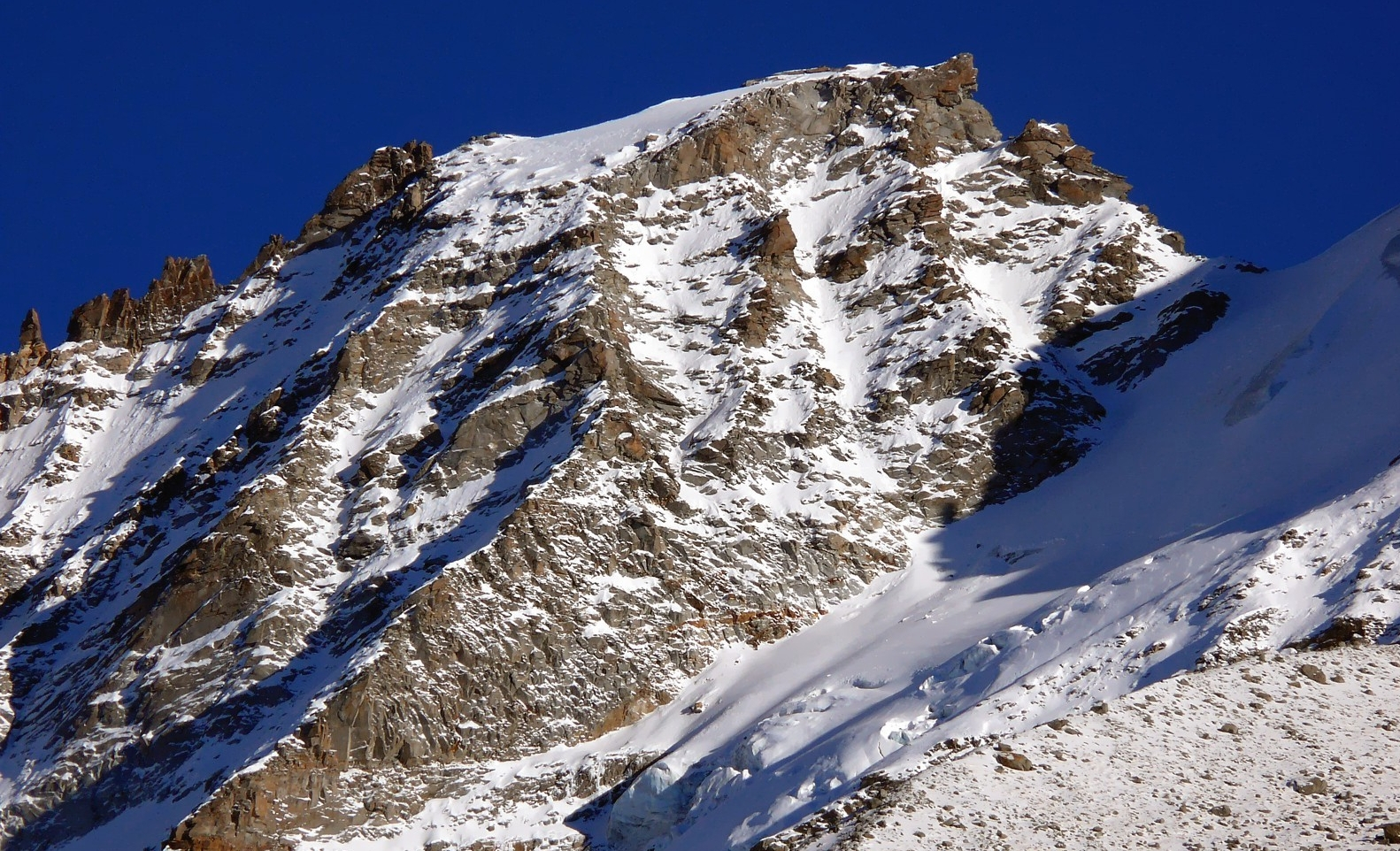
De Becca di Montandayne
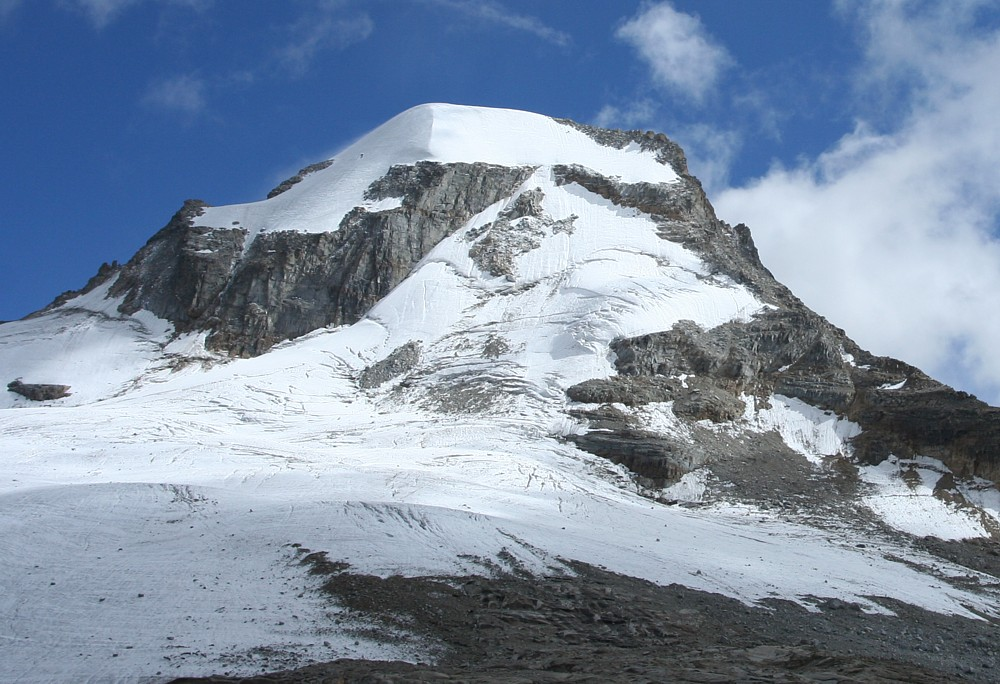
Ciarforon
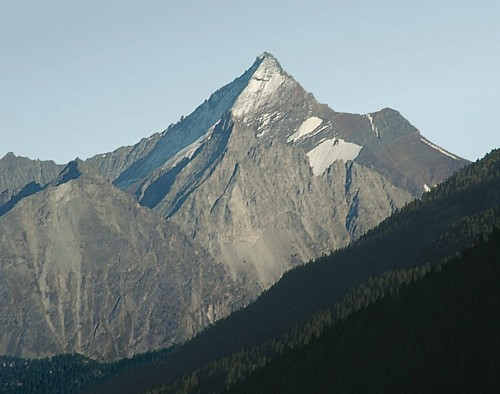
Grivola
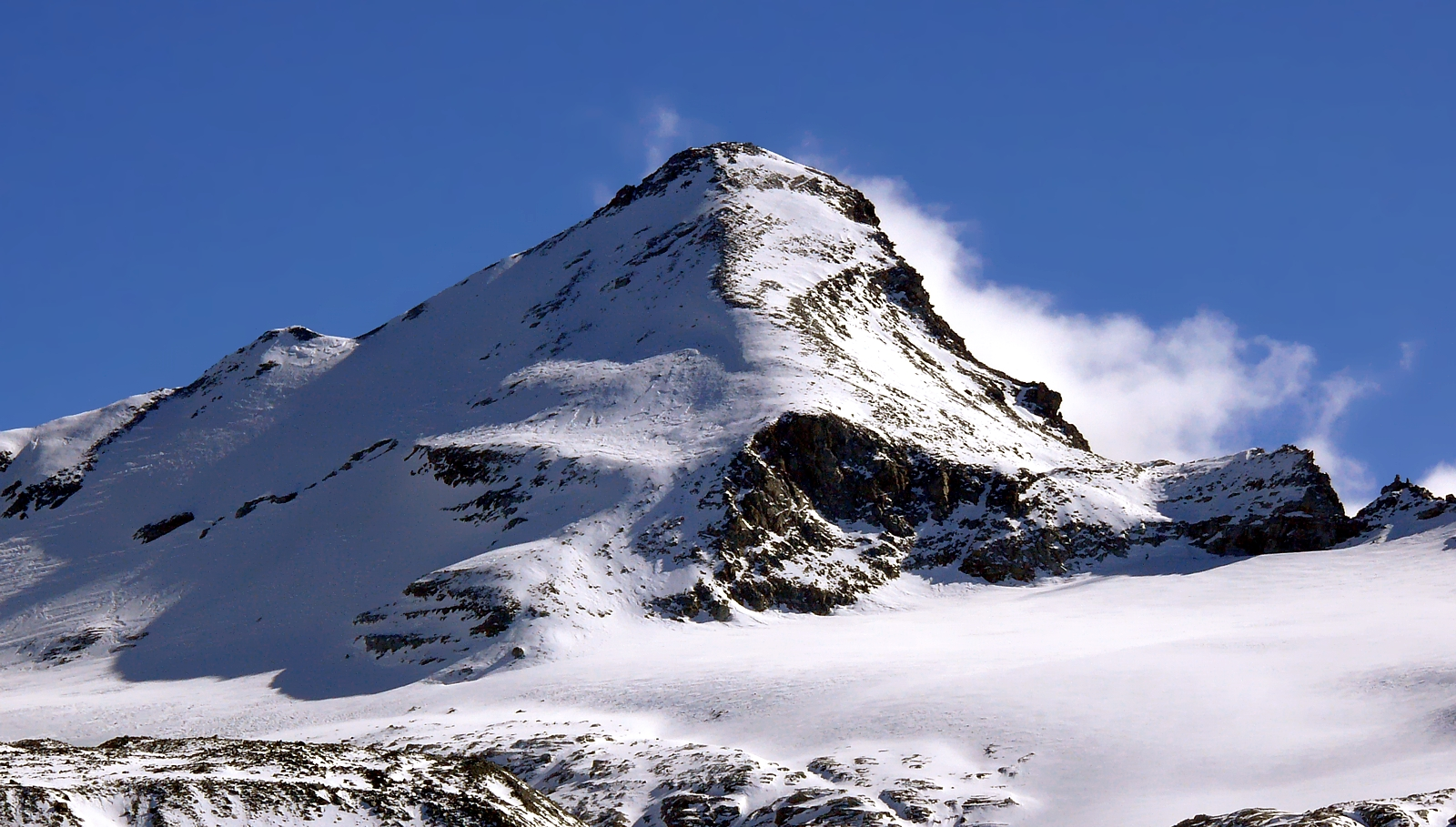
Tresenta
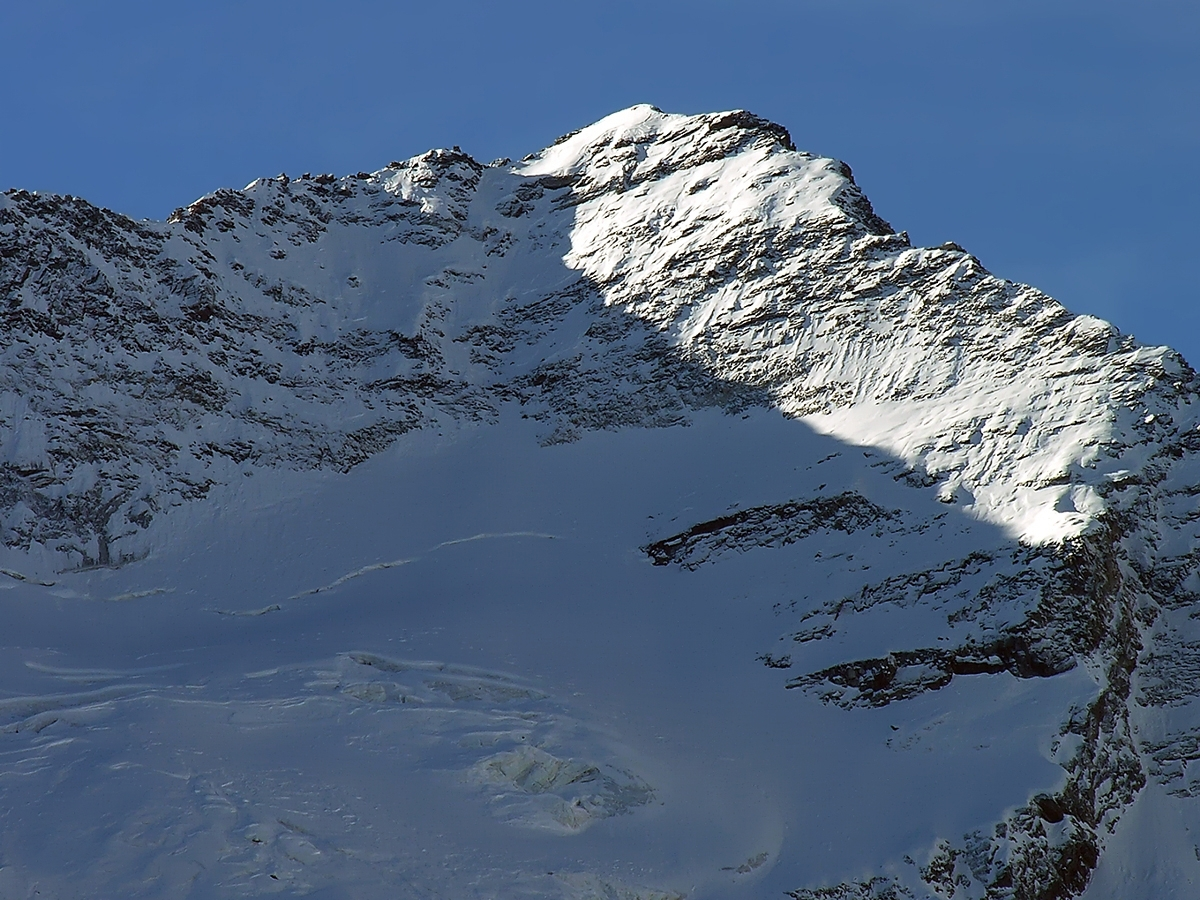
Punta delle Sengie